# Pomnik Jana Pawła II w Kaliszu
Pomnik Jana Pawła II w Kaliszu – pomnik Jana Pawła II w Kaliszu, w Śródmieściu, na placu św. Józefa, wzniesiony w 1999 według projektu Jana Kucza; upamiętnia wizytę Jana Pawła II złożoną w Kaliszu podczas podróży apostolskiej Jana Pawła II do Polski w 1997.

## Historia
Posąg, przedstawiający Jana Pawła II pochylonego nad dziewczynką, wykonany z brązu i mający ok. trzech i pół metra wysokości, powstał w 1999 roku; jego autorem jest prof. Jan Kucz, a odlew wykonała pracownia „Brąz-Art” w Pleszewie. Uroczystość poświęcenia pomnika odbyła się 30 maja 1999 roku z udziałem biskupa kaliskiego Stanisława Napierały.
Pomnik powstał na pamiątkę wizyty Jana Pawła II w Kaliszu w 1997 roku, gdy odwiedził on bazylikę kolegiacką Wniebowzięcia Najświętszej Marii Panny (sanktuarium św. Józefa); został uznany za dzieło o wysokich walorach artystycznych przez znawcę problematyki pomników papieża Jana Pawła II w Polsce, dr. Kazimierza S. Ożoga z Uniwersytetu Opolskiego; niekiedy uznawany jest za jeden z najlepszych pomników Jana Pawła II w Polsce.
Po śmierci papieża 2 kwietnia 2005 roku zapłonęły pod nim tysiące zniczy.
Pomnik Jana Pawła II w Kaliszu został przedstawiony w kilku kadrach w filmie dokumentalnym Tylko nie mów nikomu (2019) Tomasza Sekielskiego.